# Tra Lou Edwige
Tra Lou Edwige er en ivoriansk håndboldspiller.

## Klubber
- RAC
- Cocody HBC

## Meritter
- Sølv ved All Africa Games i 2003 i Abuja